# مينه تشو
مينه تشو (هانغل: 조 미나) هي كاتِبة كورية جنوبية، ولدت في 1960 في سول في كوريا الجنوبية.